# Истринская улица (Москва)
И́стринская у́лица (название с 17 июля 1963 года) — улица в Западном административном округе города Москвы на территории района Кунцево.

## История
Улица получила своё название 17 июля 1963 года по городу Истра Московской области в связи с расположением на западе Москвы.

## Расположение
Истринская улица проходит от Ельнинской улицы на северо-восток до Рублёвского шоссе. Нумерация домов начинается от Ельнинской улицы.

## Транспорт

### Автобус
- 135: от Ельнинской улицы до Рублёвского шоссе и обратно.

### Метро
- Станция метро «Кунцевская» Арбатско-Покровской и Филёвской линий и станция метро «Кунцевская» Большой кольцевой линии (соединены переходом) — юго-восточнее улицы, на пересечении Рублёвского шоссе с Молдавской и Малой Филёвской улицами.
- Станция метро «Молодёжная» Арбатско-Покровской линии — северо-западнее улицы, на пересечении Ельнинской и Ярцевской улиц.

### Железнодорожный транспорт
- Станция "Кунцевская" Смоленского направления Московской железной дороги — юго-восточнее улицы, между Рублёвским шоссе, улицей Ивана Франко и улицей Алексея Свиридова.